# هيو فرانكلين
هيو فرانكلين (بالإنجليزية: Hugh Franklin)‏ هو أمين سر وسياسي بريطاني (وحمل سابقاً جنسية المملكة المتحدة لبريطانيا العظمى وأيرلندا)، ولد في 27 مايو 1889 في المملكة المتحدة، وتوفي في 21 أكتوبر 1962. حزبياً، نشط في حزب العمال. وقد انتخب عضو المجلس المحلي ‏.